# Saraiella iberica
Saraiella iberica är en tvåvingeart som beskrevs av Vaillant 1981. Saraiella iberica ingår i släktet Saraiella och familjen fjärilsmyggor. Inga underarter finns listade i Catalogue of Life.